# Squadre riserve nel calcio norvegese
Nel calcio norvegese, le squadre riserve sono inserite nel sistema piramidale ordinario del campionato. Nella maggioranza dei casi, si distinguono dalle squadre principali per il "2" al termine del nome e non posso giocare più in alto della 2. divisjon (terzo livello del campionato). Devono oltretutto esserci due livelli di differenza tra la prima squadra e la rispettiva squadra riserve: in altre parole, un club di 1. divisjon può avere la propria squadra riserve, al massimo, in 3. divisjon.
Nel caso in cui una squadra riserve conquisti la promozione ma sia impossibilitata a giocare nella nuova divisione, la promozione diventa appannaggio della squadra immediatamente meglio piazzata. In caso di retrocessione di una prima squadra e di decadenza della regola dei due livelli di distanza con la squadra riserve, quest'ultima viene retrocessa d'ufficio nella divisione inferiore, al posto della meglio posizionata delle retrocesse sul campo.

## Critiche
L'introduzione delle squadre riserve nel sistema piramidale ha creato diverse critiche, principalmente a causa del fatto che queste non mantengono la stessa rosa di partita in partita, trovandosi ad alternare giovani con calciatori della prima squadra meno utilizzati. Nel 2009, l'allenatore Ivar Morten Normark ha proposto che queste squadre disputassero un campionato a sé stante, trovando l'appoggio di altri allenatori, come Dag-Eilev Fagermo. In un sondaggio, 19 delle 31 squadre rimanenti della 2. divisjon hanno espresso parere favorevole all'uscita delle squadre riserve dal campionato, così come fatto da 30 dei 49 club della 3. divisjon. Alla stagione 2018, le squadre riserve restano inserite nei campionati minori.
Nel 2010, la Norges Fotballforbund ha apportato una modifica al regolamento per le squadre riserve, imponendo loro un massimo di tre fuori quota, oltre i ventuno anni: altri fuori quota possono sedersi in panchina, ma non possono essere utilizzati senza che uno di quei tre lasciasse prima il campo.